# Mary Carlisle
Mary Carlisle, született Gwendolyn Witter (Boston, Massachusetts, 1914. február 3. – Los Angeles, Kalifornia, 2018. augusztus 1.) amerikai színésznő.

## Filmjei
- Long Live the King (1923)
- The Girl Said No (1930)
- Montana (1930)
- Children of Pleasure (1930)
- Madam Satan (1930)
- Remote Control (1930)
- Passion Flower (1930)
- The Devil's Cabaret (1930, rövidfilm)
- The Secret 6 (1931)
- The Great Lover (1931)
- This Reckless Age (1932)
- Hotel Continental (1932)
- Grand Hotel (1932)
- Night Court (1932)
- Now’s the Time (1932, rövidfilm)
- Ship A Hooey! (1932, rövidfilm)
- Down to Earth (1932)
- Csók a kastélyban (Smilin' Through) (1932)
- Her Mad Night (1932)
- Men Must Fight (1933)
- College Humor (1933)
- Ladies Must Love (1933)
- Saturday’s Millions (1933)
- The Sweetheart of Sigma Chi (1933)
- East of Fifth Avenue (1933)
- Should Ladies Behave (1933)
- Palooka (1934)
- This Side of Heaven (1934)
- Once to Every Woman (1934)
- Murder in the Private Car (1934)
- Handy Andy (1934)
- Million Dollar Ransom (1934)
- That’s Gratitude (1934)
- Kentucky Kernels (1934)
- Girl O’ My Dreams (1934)
- Grand Old Girl (1935)
- The Great Hotel Murder (1935)
- One Frightened Night (1935)
- Champagne for Breakfast (1935)
- The Old Homestead (1935)
- It’s in the Air (1935)
- Super-Speed (1935)
- Kind Lady (1935)
- Love in Exile (1936)
- Lady Be Careful (1936)
- Hotel Haywire (1937)
- Double or Nothing (1937)
- Hold ’Em Navy (1937)
- Tip-Off Girls (1938)
- Doctor Rhythm (1938)
- Hunted Men (1938)
- Touchdown, Army (1938)
- Illegal Traffic (1938)
- Francia szobalány (Say It in French) (1938)
- Fighting Thoroughbreds (1939)
- Inside Information (1939)
- Hawaiian Nights (1939)
- Beware Spooks! (1939)
- Call a Messenger (1939)
- Rovin’ Tumbleweeds (1939)
- Dance, Girl, Dance (1940)
- Rags to Riches (1941)
- Torpedo Boat (1942)
- Baby Face Morgan (1942)
- Dead Men Walk (1943)